# Demicryptochironomus cuneatus
Demicryptochironomus cuneatus är en tvåvingeart som först beskrevs av Henry Keith Townes, Jr. 1945.  Demicryptochironomus cuneatus ingår i släktet Demicryptochironomus och familjen fjädermyggor. Inga underarter finns listade i Catalogue of Life.